# معتمدية تطاوين الشمالية
معتمدية تطاوين الشمالية إحدى معتمديات الجمهورية التونسية، تابعة لولاية تطاوين.

### مواضيع ذات علاقة
- ولاية تطاوين.